# Скипетр Эдуарда VII
Скипетр Эдуарда VII — официально используемый скипетр при коронации нового монарха Великобритании, также известен как «Королевский скипетр Британской империи».
Скипетр был изготовлен в 1902 году по случаю коронации короля Великобритании Эдуарда VII. Первоначально вершину скипетра украшал лишь державный шар из аквамарина с крестом, но в 1905 году королю преподнесли 3106,75-каратный (621,35 грамма) Куллинан. После разделения драгоценного камня и огранки навершие скипетра украсили самой большой частью грушевидной формы Куллинан I. Скипетр устроен так, что бриллиант можно вынимать и носить как кулон. Длина скипетра — 80 см. Скипетр используют при коронации всех Британских монархов после Эдуарда VII, а также держится в правой руке монарха во время шествия по Вестминстерскому аббатству.
Сегодня скипетр выставлен на обозрение в Сокровищнице Британской короны в Тауэре.